# Município de Ensenada

Município de Ensenada.

O município de Ensenada, com uma área de 52,482,40 km², ocupa a maior parte do estado da Baja California, no México. É o maior município do país e da América por área territorial. Contém toda a Baja California, além de uma faixa no norte e, na extremidade nordeste do estado, o município de Mexicali. É limitado pelo Oceano Pacífico a oeste, o Golfo da Califórnia a leste e por todos os outros municípios da Baja California no norte. Sua sede municipal (espanhol: cabecera municipal) é Ensenada , que fica perto da região noroeste do município. Em 2010, o município tinha uma população de 466.814 habitantes. O recenseamento de 2005 registrou 413.481 habitantes.